# Батлер, Джимми
Джи́мми Ба́тлер (англ. Jimmy Butler III; род. 14 сентября 1989[…], Хьюстон, Техас[…]) — американский баскетболист, выступающий за команду НБА «Голден Стэйт Уорриорз». Играет на позиции атакующего защитника и лёгкого форварда. Олимпийский чемпион 2016 года в составе сборной США. Обладатель прозвища «Джимми Бакетс» (англ. Jimmy Buckets), он является шестикратным участником Матча всех звезд НБА, четырёхкратным победителем Сборной всех звёзд НБА, пятикратным победителем Сборной всех звёзд защиты НБА и олимпийским золотым призёром.

## Ранние годы
Батлер родился в Хьюстоне 14 сентября 1989 года. Его отец бросил семью, когда Батлер был младенцем. Когда ему было 13 лет и он жил в пригороде Томболл, мать выгнала его из дома. Как вспоминал Батлер в интервью 2011 года, она сказала ему: «Мне не нравится, как ты выглядишь. Ты должен уйти». После этого он метался между домами своих друзей, оставаясь там по несколько недель, а затем переезжал в другой дом. Несмотря на все это, Батлер поддерживает близкие отношения со своими родителями, говоря: «Я не держу обиды. Я все еще общаюсь со своей семьей. Моей мамой. Моим отцом. Мы любим друг друга. Это никогда не изменится».

## Студенческая карьера
Джимми Батлер окончил общеобразовательную школу Tomball High School в городе Томбол в штате Техас. Затем поступил в Тайлерский колледж, откуда через год перевёлся в Университет Маркетта, где провел три сезона за баскетбольную команду «Маркетт Голден Иглз».

## Карьера в НБА

### Чикаго Буллз (2011—2017)
Джимми Батлер был выбран под 30-м номером на драфте НБА 2011 года «Чикаго Буллз».
В первом сезоне 2011/12 сыграл всего 42 матча, ни разу не выйдя в стартовом составе. В среднем за 8,6 минуты на площадке Джимми набирал 2,6 очка. Во втором сезоне Батлер провёл все 82 игры, 20 раз выйдя в стартовом составе. За 26 минут Батлер в среднем набирал 8,6 очка и делал 4,0 подбора.

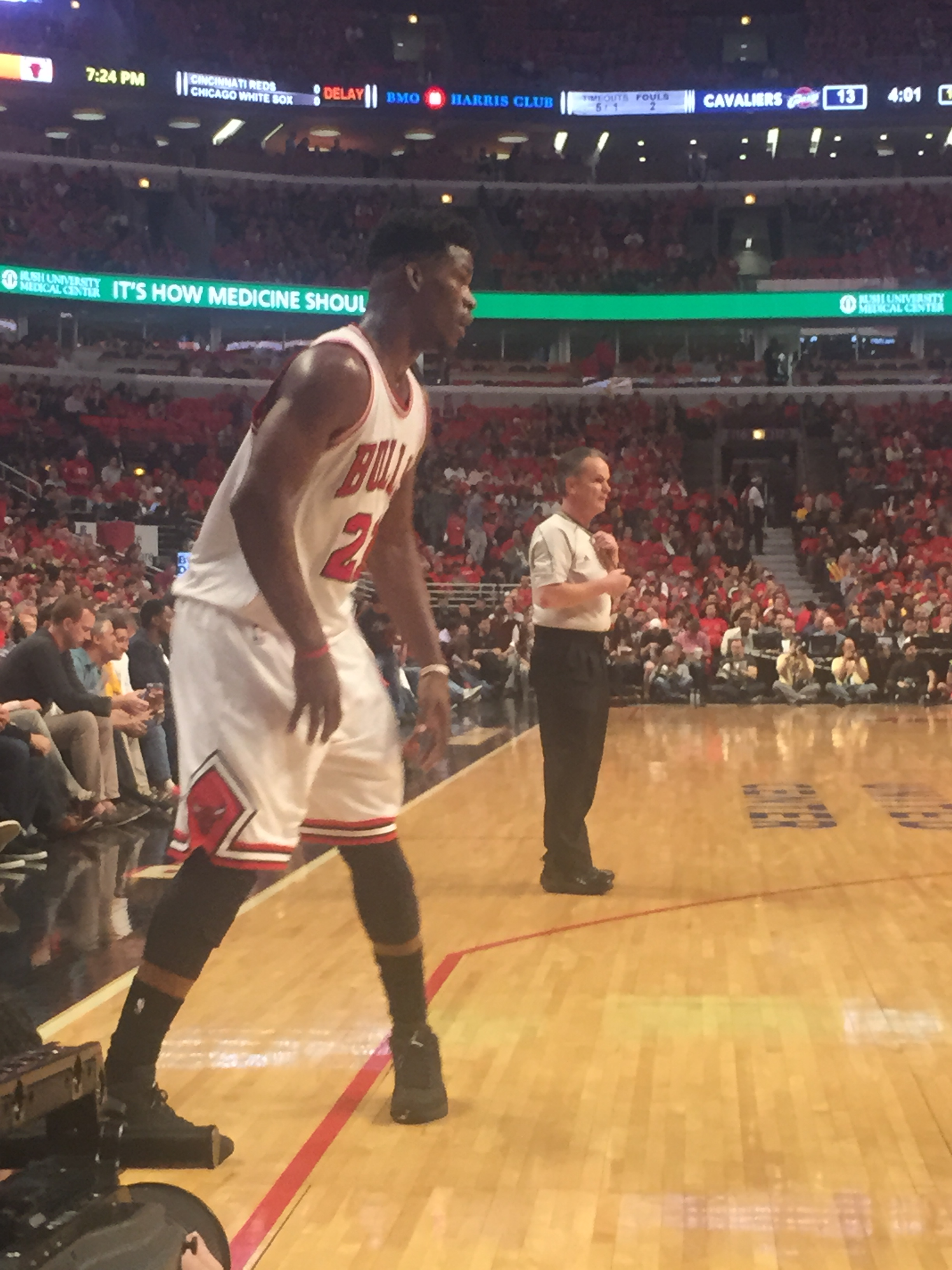
Батлер в мае 2015 года в матче плей-офф против «Кливленда»

По итогам сезона 2014/15 был признан самым прогрессирующим игроком НБА, став первым в истории баскетболистом «Буллз», получившим эту награду. Если в сезоне 2013/14, играя в среднем 38,7 минут в регулярном чемпионате, Батлер набирал 13,1 очка (39,7 % попадания с игры, 28,3 % попадания 3-очковых, 76,9 % попадания штрафных), делал 4,9 подбора и 2,6 передачи, то в сезоне 2014/15, играя в среднем те же 38,7 минут в среднем за матч, Батлер набирал уже 20,0 очка (46,2 % попадания с игры, 37,8 % попадания 3-очковых, 83,4 % попадания штрафных), делал 5,8 подбора и 3,3 передачи.
9 июля 2015 года Джимми Батлер подписал 5-летний контракт на 95 млн долларов с «Чикаго Буллз», согласно которому игрок сможет отказаться от последнего года контракта.
9 декабря 2015 года установил личный рекорд результативности в НБА, набрав 36 очков в игре против «Бостона». Уже 18 декабря впервые в карьере преодолел отметку 40 очков за матч, набрав 43 очка в победной игре с 4 овертаймами против «Детройта».
3 января 2016 года набрал 40 очков (14 из 19 попаданий с игры) во второй половине матча с «Торонто» (все остальные игроки «Чикаго» в сумме набрали 27 очков), побив рекорд «Буллз» по количеству очков, набранных игроком за половину матча, который с 1988 года принадлежал Майклу Джордану (39). «Чикаго» выиграл матч 115—113. 5 января 2016 года набрал 32 очка и сделал 10 передач (повторение личного рекорда в НБА) в игре против «Милуоки Бакс» (117—106). 14 января набрал 53 очка в матче против «Филадельфии» (115—111 ОТ). За 49 минут Батлер реализовал 15 бросков с игры из 30 и 21 из 25 штрафных (все остальные игроки «Чикаго» пробили в матче всего 6 штрафных). Батлер стал первым за 11 с лишним лет игроком «Буллз», которому удалось набрать 50 очков в одной игре (11 апреля 2004 года 50 очков за 51 минуту в игре против «Торонто» набрал Джамал Кроуфорд).
2 апреля сделал первый в карьере трипл-дабл в НБА, за 39 минут набрав 28 очков, сделав 17 подборов и 12 передач в домашнем проигранном матче против «Детройт Пистонс» (90-94). В этом же матче центровой «Буллз» Пау Газоль стал 38-м игроком в истории НБА, сделавшим 10 000 подборов. Несмотря на усилия Батлера, «Буллз» с результатом 42 победы — 40 поражений в Восточной конференции не удалось попасть в плей-офф в сезоне 2015/16. В последнем матче сезона против слабейшей команды лиги «Филадельфии» (115—105) Батлер за 26 минут сделал свой второй трипл-дабл (10 очков, 12 подборов, 10 передач).
9 ноября 2016 года набрал 39 очков в игре с «Атлантой» (107—115). Через три дня набрал 37 очков, в том числе реализовав 14 из 14 штрафных, в победном матче с «Вашингтоном» (106-95). 20 ноября впервые в сезоне набрал 40 очков, что помогло «Буллз» победить «Лос-Анджелес Лейкерс» (118—110). На следующий день Батлер был назван лучшим игроком Восточной конференции за период с 14 по 20 ноября. 28 декабря второй раз в сезоне набрал 40 очков, принеся «Чикаго» победу над «Бруклин Нетс» (101-99). За последние 2,5 минуты матча Джимми набрал 9 очков, кроме того он сделал 11 подборов за игру и реализовал 11 из 11 штрафных.
2 января 2017 года в игре против «Шарлотт Хорнетс» в отсутствие в составе «Буллз» Дуэйна Уэйда и Рэджона Рондо набрал 52 очка (15 из 24 с игры, 20 из 21 с линии штрафных) за 38 минут. В последние 4 минуты матча Батлер набрал 17 очков и принёс «Буллз» победу (118—111). Также Батлер сделал 12 подборов и 6 передач. Кроме Батлера никто из игроков «Чикаго» не набрал более 12 очков.

### Миннесота Тимбервулвз (2017—2018)
23 июня 2017 года был обменян в Миннесоту, в обмен на Зака Лавина, Криса Дана и драфт-пик. До и особенно во время межсезонья после сезона 2018 в прессе появилась информация о напряженных отношениях между клубом и Батлером, по всей видимости, это началось с разногласий с Карлом-Энтони Таунсом и Эндрю Уиггинсом. Как пишет Sporting News, Батлер недоволен подходом второго из них к работе и его «апатичной» игрой в защите. 11 октября 2018 года Батлер впервые после запроса об обмене тренировался с «Миннесотой».
Как сообщает инсайдер ESPN Эдриан Воджнаровски, во время занятия Батлер вел себя очень эмоционально и провоцировал представителей команды. Он сосредоточил свое внимание на главном тренере Томе Тибодо, генеральном менеджере Скотте Лайдене, а также одноклубниках Карле-Энтони Таунсе и Эндрю Уиггинсе.
В одном из моментов Батлер обратился к Лайдену: «Ты (ценз.) охренеть как нуждаешься во мне. Тебе не выиграть без меня».
11 ноября 2018 года его обменяли в «Филадельфию Севенти Сиксерс» на Дарио Шарича, Роберта Ковингтона, Джеррида Бэйлесса и драфт-пик второго раунда 2022 года.

### Филадельфия Севенти Сиксерс (2018—2019)

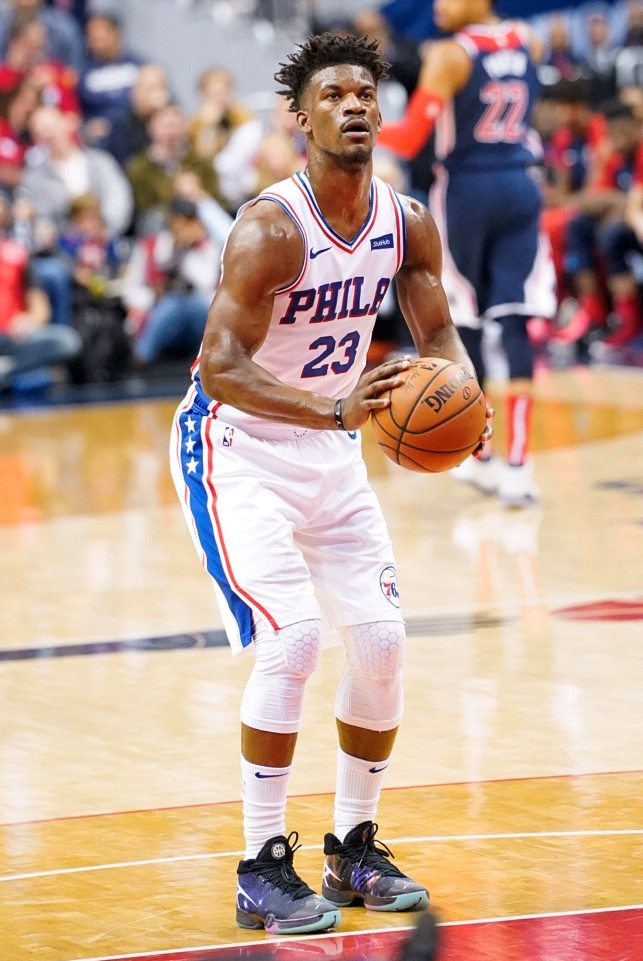
Батлер перед штрафным броском в 2019 году

Дебют Джимми Батлера состоялся 15 ноября на гостевом матче против «Орландо Мэджик». Джимми провел 33 минуты на площадке, набрав 14 очков, 4 подбора и 2 результативные передачи.
Через два дня дебют Батлера на «Уэллс Фарго Центр» прибыл лицезреть легендарный игрок команды Аллен Айверсон. В победной игре против «Юты Джаз» Джимми набрал 28 очков, 3 подбора, 7 результативных передач и 2 перехвата, проведя на площадке 38 минут. Болельщики команды тепло приняли звёздного новобранца. После игры Айверсон и Батлер обменялись игровыми джерси.
Всего за сезон 2018/2019 Джимми Батлер провел 65 игр, проводя на площадке в среднем 34 минуты за игру. Набирал 18,7 очков, собирал 5,3 подбора, отдавал 4,1 результативные передачи, совершал 1,9 перехвата и 0,9 блок-шотов и пробивал 4,8 штрафных в среднем за игру. Процентные составляющие: Штрафные — 85 %, двухочковые — 49 %, трёхочковые — 35 %.
«Филадельфия» финишировала на третьем месте и вышла в плей-офф с разницей побед и поражений 51:31.
В первом раунде плей-офф «Филадельфия Севенти Сиксерс» попала на «Бруклин Нетс». В первом матче команда неожиданно проиграла в «родных стенах». Батлер же набрал рекордные (в рамках плей-офф) для себя 36 очков, 9 подбора, а также 2 блок-шота и 2 перехвата. «Собравшись с силами» команде из Пенсильвании удалось выиграть четыре раза подряд и отправить молодой «Бруклин» домой со счетом 4:1.
Во втором раунде «Филадельфия» столкнулась с канадской командой «Торонто Рэпторс». В данной серии команда из Канады взяла верх, закончив серию на последних секундах в 7-м матче. «Филадельфия» уступила в серии со счетом 3:4. «Севенти Сиксерс» стали единственной командой, которой удалось затянуть будущих чемпионов в 7-й матч.
По ходу плей-офф Джимми Батлер провел 12 игр, находясь на площадке в среднем 35 минут. Он набирал 19,4 очков, собирал 6 подборов, отдавал 5,2 передач, совершал 1,5 перехвата и 0,6 блок-шота и пробивал 5,3 штрафных броска в среднем за игру. Процентные составляющие: Штрафные — 88 %, двухочковые — 52 %, трёхочковые — 27 %.

### Майами Хит (2019—2025)
1 июля 2019 года у Джимми Батлера заканчивался контракт и он хотел осуществить максимальное продление. На Батлера претендовали всерьез несколько команд, такие как: «Лос-Анджелес Лейкерс», «Хьюстон Рокетс», «Майами Хит» и естественно сама «Филадельфия».
«Лейкерс» быстро вышли из борьбы и переключившись на форварда «Торонто» Кавая Леонарда. «Хьюстон» и «Майами» могли заполучить Джимми лишь путем «sign-and-trade», так как имели большую загруженность платежной ведомости. В ходе первого месяца лета Батлер принимает решение продолжить карьеру в «Майами Хит».
В сделке по Джимми приняли участие 4 команды: «Портленд», «Клипперс» и, соответственно, «Филадельфия» с «Хит». «Портленд» получил Хассана Уайтсайда («Майами»), «Клипперс» Мо Харклесса («Портленд») и пик 1-го раунда 2019 года от «Хит», «Филадельфия» получила Джоша Ричардсона («Майами»), и наконец «Майами Хит» получают Джимми Батлера и Майерса Ленарда («Портленд»).
Батлер подписывает 4-х летний контракт на 142 миллиона долларов. 28 декабря он набрал 25 очков, восемь подборов и рекордные для карьеры 15 передач, проиграв «Вашингтон Уизардс» со счетом 119—112. 23 января 2022 года во время матча против «Лос-Анджелес Лейкерс» и Леброна Джеймса Батлер обошёл Джеймса и занял первое место в списке лучших трипл-даблов за всю историю «Майами Хит». Батлер стал третьим игроком в истории НБА после Джерри Уэста (1969 год) и Леброна Джеймса (2015), оформившим трипл-дабл с 40 и более очками в финале сезона. Он также стал пятым игроком с 1978 года, набравшим не менее 45 очков и не сделал ни одной потери в матче плей-офф.
17 мая в первом матче финальной серии плей-офф Восточной конференции НБА Батлер набрал 41 очко (27 во второй половине), девять подборов, пять передач, четыре перехвата и три блок-шота в победной игре над «Бостон Селтикс» со счетом 118—107.
В 2022 году участвовал на Матче всех звёзд НБА в Кливленде, где, правда, не совсем отличился результативностью, набрав всего 2 очка за 9 минут.
В 2023 году в серии плей-офф Восточной конференции НБА против «Милуоки Бакс» Батлер набрал 56 очков в четвёртом матче серии.
3 января 2025 года «Хит» отстранили Батлера на семь игр, сославшись на многочисленные случаи пагубного для команды поведения в течение сезона. Отстранение последовало за сообщениями о растущем недовольстве Батлера и его заявлением накануне о том, что он больше не считает себя счастливым, играя в «Майами». В официальном заявлении «Хит» подтвердили, что Батлер и его представитель попросили об обмене и сообщили о своем намерении рассмотреть предложения. Батлер вернулся в состав «Хит» 17 января в игре против «Денвер Наггетс», набрав 18 очков в проигрыше со счетом 113—133. 22 января он был снова отстранен «Хит» на две игры из-за пагубного поведения. Ранее днем Батлер опоздал на рейс команды в Милуоки. 27 января 2025 года «Хит» отстранил Джимми Батлера на неопределенный срок из-за того, что он самовольно покинул тренировку после новости, что он будет выходить со скамейки запасных. 

### Голден Стэйт Уорриорз (2025—настоящее время)
6 февраля 2025 года Батлер был обменян в «Голден Стэйт Уорриорз» в рамках сделки с пятью командами, в результате которой в «Хит» был отправлен пакет, построенный на Эндрю Уиггинсе. Кроме того, Батлер отказался от опции игрока на сезон 2025/26 и подписал с «Уорриорз» двухлетний контракт на сумму 121 млн долларов, который закончится после сезона 2026/27. Во время пребывания в «Уорриорз» он решил носить на своей майке надпись «Butler III» в честь покойного отца. 8 февраля он дебютировал в составе «Уорриорз», набрав 25 очков в победе над «Чикаго Буллз» со счетом 132-111.

## Статистика

### Статистика в НБА
| Сезон                                                                                    | Команда     | Регулярный сезон | Регулярный сезон | Регулярный сезон | Регулярный сезон | Регулярный сезон | Регулярный сезон | Регулярный сезон | Регулярный сезон | Регулярный сезон | Регулярный сезон | Регулярный сезон | Серия плей-офф | Серия плей-офф | Серия плей-офф | Серия плей-офф | Серия плей-офф | Серия плей-офф | Серия плей-офф | Серия плей-офф | Серия плей-офф | Серия плей-офф | Серия плей-офф |
| Сезон                                                                                    | Команда     | GP               | GS               | MPG              | FG%              | 3P%              | FT%              | RPG              | APG              | SPG              | BPG              | PPG              | GP             | GS             | MPG            | FG%            | 3P%            | FT%            | RPG            | APG            | SPG            | BPG            | PPG            |
| ---------------------------------------------------------------------------------------- | ----------- | ---------------- | ---------------- | ---------------- | ---------------- | ---------------- | ---------------- | ---------------- | ---------------- | ---------------- | ---------------- | ---------------- | -------------- | -------------- | -------------- | -------------- | -------------- | -------------- | -------------- | -------------- | -------------- | -------------- | -------------- |
| 2011/12                                                                                  | Чикаго      | 42               | 0                | 8,6              | 40,5             | 18,2             | 76,8             | 1,3              | 0,3              | 0,3              | 0,1              | 2,6              | 3              | 0              | 1,4            | -              | -              | -              | 0,0            | 0,0            | 0,0            | 0,0            | 0,0            |
| 2012/13                                                                                  | Чикаго      | 82               | 20               | 26,0             | 46,7             | 38,1             | 80,3             | 4,0              | 1,4              | 1,0              | 0,4              | 8,6              | 12             | 12             | 40,8           | 43,5           | 40,5           | 81,8           | 5,2            | 2,7            | 1,3            | 0,5            | 13,3           |
| 2013/14                                                                                  | Чикаго      | 67               | 67               | 38,7             | 39,7             | 28,3             | 76,9             | 4,9              | 2,6              | 1,9              | 0,5              | 13,1             | 5              | 5              | 43,5           | 38,6           | 30,0           | 78,3           | 5,2            | 2,2            | 1,2            | 0,0            | 13,6           |
| 2014/15                                                                                  | Чикаго      | 65               | 65               | 38,7             | 46,2             | 37,8             | 83,4             | 5,8              | 3,3              | 1,8              | 0,6              | 20,0             | 12             | 12             | 42,2           | 44,1           | 38,9           | 81,9           | 5,6            | 3,2            | 2,4            | 0,8            | 22,9           |
| 2015/16                                                                                  | Чикаго      | 67               | 67               | 36,9             | 45,5             | 31,1             | 83,2             | 5,3              | 4,8              | 1,6              | 0,6              | 20,9             | Не участвовал  | Не участвовал  | Не участвовал  | Не участвовал  | Не участвовал  | Не участвовал  | Не участвовал  | Не участвовал  | Не участвовал  | Не участвовал  | Не участвовал  |
| 2016/17                                                                                  | Чикаго      | 76               | 75               | 37,0             | 45,5             | 36,7             | 86,5             | 6,2              | 5,5              | 1,9              | 0,4              | 23,9             | 6              | 6              | 39,8           | 42,6           | 26,1           | 80,9           | 7,3            | 4,3            | 1,7            | 0,8            | 22,7           |
| 2017/18                                                                                  | Миннесота   | 59               | 59               | 36,7             | 47,4             | 35,0             | 85,4             | 5,3              | 4,9              | 2,0              | 0,4              | 22,2             | 5              | 5              | 34,1           | 44,4           | 47,1           | 83,3           | 6,0            | 4,0            | 0,8            | 0,2            | 15,8           |
| 2018/19                                                                                  | Миннесота   | 10               | 10               | 36,1             | 47,1             | 37,8             | 78,7             | 5,2              | 4,3              | 2,4              | 1,0              | 21,3             | Не участвовал  | Не участвовал  | Не участвовал  | Не участвовал  | Не участвовал  | Не участвовал  | Не участвовал  | Не участвовал  | Не участвовал  | Не участвовал  | Не участвовал  |
| 2018/19                                                                                  | Филадельфия | 55               | 55               | 33,2             | 46,1             | 33,8             | 86,8             | 5,3              | 4,0              | 1,8              | 0,5              | 18,2             | 12             | 12             | 35,1           | 45,1           | 26,7           | 87,5           | 6,1            | 5,2            | 1,4            | 0,6            | 19,4           |
| 2019/20                                                                                  | Майами      | 58               | 58               | 33,8             | 45,5             | 24,4             | 83,4             | 6,7              | 6,0              | 1,8              | 0,6              | 19,9             | 21             | 21             | 38,4           | 48,8           | 34,9           | 85,9           | 6,5            | 6,0            | 2,0            | 0,7            | 22,2           |
| 2020/21                                                                                  | Майами      | 52               | 52               | 33,6             | 49,7             | 24,5             | 86,3             | 6,9              | 7,1              | 2,1              | 0,3              | 21,5             | 4              | 4              | 38,6           | 29,7           | 26,7           | 72,7           | 7,5            | 7,0            | 1,3            | 0,3            | 14,5           |
| 2021/22                                                                                  | Майами      | 57               | 57               | 33,9             | 48,0             | 23,3             | 87,0             | 5,9              | 5,5              | 1,6              | 0,5              | 21,4             | 17             | 17             | 37,0           | 50,6           | 33,8           | 84,1           | 7,4            | 4,6            | 2,1            | 0,6            | 27,4           |
| 2022/23                                                                                  | Майами      | 64               | 64               | 33,4             | 53,9             | 35,0             | 85,0             | 5,9              | 5,3              | 1,8              | 0,3              | 22,9             | 22             | 22             | 39,7           | 46,8           | 35,9           | 80,6           | 6,5            | 5,9            | 1,8            | 0,6            | 26,9           |
| 2023/24                                                                                  | Майами      | 60               | 60               | 34,0             | 49,9             | 41,4             | 85,8             | 5,3              | 5,0              | 1,3              | 0,3              | 20,8             | Не участвовал  | Не участвовал  | Не участвовал  | Не участвовал  | Не участвовал  | Не участвовал  | Не участвовал  | Не участвовал  | Не участвовал  | Не участвовал  | Не участвовал  |
|                                                                                          | Всего       | 814              | 709              | 33,2             | 47,0             | 32,9             | 84,4             | 5,3              | 4,3              | 1,6              | 0,4              | 18,3             | 119            | 116            | 37,9           | 46,0           | 34,7           | 83,0           | 6,2            | 4,6            | 1,7            | 0,6            | 21,3           |
| Наведите курсор мыши на аббревиатуры в заголовке таблицы, чтобы прочесть их расшифровку. |             |                  |                  |                  |                  |                  |                  |                  |                  |                  |                  |                  |                |                |                |                |                |                |                |                |                |                |                |

### Статистика в NCAA
| Сезон | Команда | Conf     | Class | GP  | GS | MPG  | FG%  | 3P%  | FT%  | RPG | APG | SPG | BPG | PPG  |
| --- | ------- | -------- | ----- | --- | -- | ---- | ---- | ---- | ---- | --- | --- | --- | --- | ---- |
| 2008/09 | Маркетт | Big East | SO    | 35  | 0  | 19,6 | 51,4 | 0,0  | 76,8 | 3,9 | 0,7 | 0,5 | 0,5 | 5,6  |
| 2009/10 | Маркетт | Big East | JR    | 34  | 34 | 34,3 | 53,0 | 50,0 | 76,6 | 6,4 | 2,0 | 1,3 | 0,6 | 14,7 |
| 2010/11 | Маркетт | Big East | SR    | 37  | 35 | 34,6 | 49,0 | 34,5 | 78,3 | 6,1 | 2,3 | 1,4 | 0,4 | 15,7 |
| Всего | Всего   | Всего    | Всего | 106 | 69 | 29,6 | 50,8 | 38,3 | 77,3 | 5,5 | 1,7 | 1,1 | 0,5 | 12,0 |
| Наведите курсор мыши на аббревиатуры в заголовке таблицы, чтобы прочесть их расшифровку Статистика приведена с сайта sports-reference.com |         |          |       |     |    |      |      |      |      |     |     |     |     |      |

### Трипл-даблы (7)
3 в регулярных сезонах
| № | Сезон   | Дата            | Клуб         | Соперник           | Счёт         | Мин | Очки | Пд | РП | Пх | БШ |
| - | ------- | --------------- | ------------ | ------------------ | ------------ | --- | ---- | -- | -- | -- | -- |
| 1 | 2015/16 | 2 апреля 2016   | Чикаго Буллз | Детройт Пистонс    | 90-94        | 39  | 28   | 17 | 12 | 3  | 2  |
| 2 | 2015/16 | 13 апреля 2016  | Чикаго Буллз | Филадельфия 76     | 115-105      | 26  | 10   | 12 | 10 | 0  | 1  |
| 3 | 2016/17 | 25 февраля 2017 | Чикаго Буллз | Кливленд Кавальерс | 117-99       | 39  | 18   | 10 | 10 | 1  | 0  |
| 4 | 2016/17 | 6 апреля 2017   | Чикаго Буллз | Филадельфия 76     | 102-90       | 37  | 19   | 10 | 10 | 2  | 0  |
| 5 | 2019/20 | 3 декабря 2019  | Майами Хит   | Торонто Рэпторс    | 121-110 (от) | 41  | 22   | 13 | 12 | 1  | 0  |
| 6 | 2019/20 | 6 декабря 2019  | Майами Хит   | Вашингтон Уизардс  | 112-103      | 36  | 28   | 11 | 11 | 1  | 2  |
| 7 | 2019/20 | 10 декабря 2019 | Майами Хит   | Атланта Хокс       | 135-121 (от) | 42  | 20   | 18 | 10 | 0  | 0  |